# Куп Мађарске у фудбалу 2007/08.
Куп Мађарске у фудбалу 2007/08. (мађ. 2007–2008-аs magyar labdarúgókupa) је било 68. издање серије, на којој је екипа ФК Дебрецина тријумфовала по 3. пут.

## Четвртфинале[3]
| Тим #1               | рез.        | Тим #2             | прва утакмица | друга утакмица |
| -------------------- | ----------- | ------------------ | ------------- | -------------- |
| 18. и 25. март 2008. |             |                    |               |                |
| ФК Казинцбарцика     | 4 : 6       | ФК Хонвед          | 2 : 2         | 2 : 4          |
| 19. и 25. март 2008. |             |                    |               |                |
| ФК ДАК 1912.         | 2 : 2 п.г.г | ФК Вашаш           | 0 : 1         | 2 : 1          |
| ФК Ђирмот СЕ         | 2 : 7       | ФК Ракоци Капошвар | 2 : 4         | 0 : 3          |
| 19. и 27. март 2008. |             |                    |               |                |
| ФК МОЛ Фехервар      | 3 : 4       | ФК Дебрецин        | 2 : 1         | 1 : 3          |

## Полуфинале
| Тим #1              | рез.   | Тим #2             | прва утакмица | друга утакмица |
| ------------------- | ------ | ------------------ | ------------- | -------------- |
| 1. и 9. април 2008. |        |                    |               |                |
| ФК Хонвед           | 6 : 1  | ФК Ракоци Капошвар | 4 : 0         | 2 : 1          |
| 2. и 8. април 2008. |        |                    |               |                |
| ФК ДАК 1912.        | 1 : 10 | ФК Дебрецин        | 1 : 4         | 0 : 6          |

## Финале
| Тим #1               | рез.  | Тим #2      | прва утакмица | друга утакмица |
| -------------------- | ----- | ----------- | ------------- | -------------- |
| 28. мај 4. јун 2008. |       |             |               |                |
| ФК Хонвед            | 1 : 9 | ФК Дебрецин | 0 : 7         | 1 : 2          |

### Прва утакмица
| ФК Хонвед (I) | 0 : 7    | ФК Дебрецин (I)                                                                          |
| ------------- | -------- | ---------------------------------------------------------------------------------------- |
|               | Извештај | Леандро 9’ · Гергељ Рудолф 17’ · Петар Цвитковић 29’, 82’ · Дорге Комуеаха 58’, 77’, 89’ |

### Друга утакмица
| ФК Дебрецин (I)                   | 2 : 1    | ФК Хонвед (I)  |
| --------------------------------- | -------- | -------------- |
| Петар Цвитковић 74’ · Леандро 76’ | Извештај | Тамаш Фило 39’ |